# Mimetus hispaniolae
Mimetus hispaniolae là một loài nhện trong họ Mimetidae.
Loài này thuộc chi Mimetus. Mimetus hispaniolae được miêu tả năm 1948 bởi Bryant.